# Crocodile Islands
Crocodile Islands är öar i Australien. De ligger i territoriet Northern Territory, omkring 450 kilometer öster om territoriets huvudstad Darwin.
Savannklimat råder i trakten. Genomsnittlig årsnederbörd är 1 503 millimeter. Den regnigaste månaden är januari, med i genomsnitt 425 mm nederbörd, och den torraste är augusti, med 1 mm nederbörd.